# Коуа вохристогорлий
Ко́уа вохристогорлий (Coua cursor) — вид зозулеподібних птахів родини зозулевих (Cuculidae). Ендемік Мадагаскару.

## Опис
Довжина птаха становить 34-40 см, враховуючи довгий хвіст, вага 118 г. Довжина крила становить 13,3 см, довжина хвоста 18,2-20 см, довжина дзьоба 2,5 см. Виду не притаманний статевий диморфізм. Верхня частина тіла блідо-сіра або оливково-зелена, хвіст темно-сірий. Горло охристе, груди блідо-фіолетові. Навколо очей плями голої шкіри, окаймлені чорним пір'ям. Шкіра переважно синя, задня частина плям фіолетова. Дзьоб і лапи чорні. Молоді птахи мають більш тьмяне забарвлення, кайма навколо плям на обличчі у них відсутня.

## Поширення і екологія
Вохристогорлі коуа мешкають на південному заході і півдні острова Мадагаскар. Вони живуть в сухих, колючих чагарникових заростях, рідколіссях і саванах, на висоті до 200 м над рівнем моря. Зустрічаються поодинці або парами, ведуть переважно наземний спосіб життя. Живляться жуками, мурахами іншими комахами, павуками, плодами і насінням. Сезон розмноження триває з листопада по січень. Гніздування припадає на сезон дощів. Гніздо чашоподібне, робиться з гілок і кори, розміщується в чагарниках, на висоті 2 м над землею.